# Junonia rhadama
Junonia rhadama − gatunek motyla z rodziny rusałkowatych i podrodziny Nymphalinae.

## Taksonomia

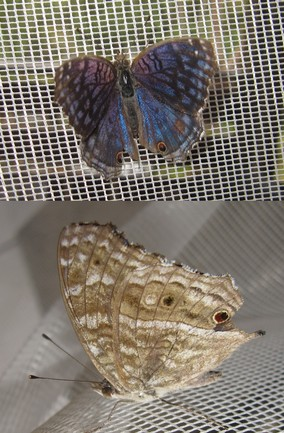
Junonia rhadama (Boisduval, 1833)

Gatunek ten opisany został w 1833 roku przez Jean Baptiste'a Boisduvala pod nazwą Vanessa rhadama. Jako miejsce typowe wskazano Antananarywę. Per O. C. Aurivillius opisując formę arida umieścił ten gatunek w rodzaju Precis, który później traktowany był jako podrodzaj z rodzaju Junonia. 

## Biologia i ekologia
Roślinami żywicielskimi gąsienic są przedstawiciele rodzaju Barleria z rodziny akantowatych. Na Madagaskarze zasiedla przekształcone łąki i środowiska antropogeniczne, zaś na Mauritiusie lata wśród roślinności porastającej skały ponad linią przypływu.

## Rozprzestrzenienie
Gatunek ograniczony jest w swym zasięgu do madagaskarskiej krainy zoogeograficznej. Zamieszkuje Madagaskar, Rodrigues, Reunion, Mauritius, archipelag Komorów oraz seszelską wyspę Astove. 
Na Mauritiusie zasiedla całą wyspę, ale szczególnie częsty jest w rejonie Flic-en-Flac na wschodnim jej wybrzeżu. Według Trimena motyl ten został tam zawleczony z Madagaskaru w 1857 lub 1858 roku i gwałtownie rozprzestrzenił się na całą wyspę.